# ابراهیم نجیرمی
ابواسحاق، ابراهیم نَجیرَمی (؟ -۹۶۶م) ادیب و نویسنده عراقی در نیمهٔ اول سدهٔ چهارم هجری بود. نسبتش به نَجیرم بصره است. از یاران زجاج نحوی بود. به مصر منتقل شد و کتابت کافور اخشیدی را برعهده گرفت. أیمان العرب فی الجاهلیة و الأمالی از آثار اوست.